# Abdülsamet Günal
Abdülsamet Günal (ur. 1 sierpnia 1988) – turecki zapaśnik walczący w stylu klasycznym.  Zajął osiemnaste miejsce na mistrzostwach świata w 2015. Siódmy w mistrzostw Europy w 2011. Trzeci w Pucharze Świata w 2016. Brązowy medalista igrzysk Solidarności Islamskiej w 2017 i srebrny akademickich MŚ w 2014 roku.